# Operation Entebbe
Operation Entebbe, ursprungligen med det militära kodnamnet Operation Åskvigg (hebreiska: כדור הרעם), var en framgångsrik gisslanräddning som utfördes av kommandosoldater på uppdrag av Israels försvarsmakt (IDF) vid Entebbes internationella flygplats i Uganda den 4 juli 1976. Det är ansett som det mest vågade och djärva räddningsuppdraget i historien.
En vecka tidigare, den 27 juni, kapades ett Air France-flygplan med 248 passagerare av två medlemmar i den palestinska terroristorganisationen Folkfronten för Palestinas befrielse – externa operationer (PFLP-EO) på Wadie Haddads order och två medlemmar i den tyska vänsterradikala terroristorganisationen Revolutionäre Zellen. Kaparna angav att deras mål var att 40 fängslade palestinska militanter i Israel och 13 fångar i andra länder skulle frigivas i utbyte mot gisslan. Flighten, som hade avgått från Tel Aviv och var på väg till Paris, dirigerades om efter en mellanlandning i Aten via Benghazi till Entebbe, Ugandas huvudflygplats. Den ugandiska regeringen stödde terroristerna och diktatorn Idi Amin välkomnade dem personligen. Efter att ha förflyttat alla gisslantagna från flygplanet till en nedlagd flygplatsterminal, separerade kaparna alla israeler och flera icke-israeliska judar från den större gruppen och tvingade dem in i separata rum. Under de följande två dagarna släpptes 148 gisslantagna icke-israeler och flögs ut till Paris. 94 personer, främst israeliska passagerare tillsammans med 12 medlemmar av Air France-besättningen, kvarstod som gisslan och hotades med döden.
IDF agerade efter information från den israeliska underrättelsetjänsten Mossad. Kaparna hotade att döda gisslan om deras krav på frigivning av fångar inte uppfylldes. Detta hot ledde till planeringen av räddningsoperationen. Planerna omfattade förberedelser för väpnat motstånd från ugandiska trupper.
Operationen ägde rum på natten. Israels transportplan transporterade 100 kommandosoldater över 4 000 km till Uganda för räddningsoperationen. Operationen, som tog en veckas planering, varade i 90 minuter. Av den återstående gisslan räddades 102. Fem israeliska kommandosoldater skadades och styrkans chef, överstelöjtnant Jonathan Netanyahu, dödades. Alla kapare, tre gisslantagna och 45 ugandiska soldater dödades och 30 sovjetbyggda MiG-17- och MiG-21-plan i Ugandas flygvapen förstördes. Kenyanska källor stödde Israel, och i efterdyningarna av operationen ledde det till att Idi Amin utfärdade en order om att slakta flera hundra kenyaner i Uganda som hämnd. 245 kenyaner dödades och 3 000 flydde till Kenya.
Operation Entebbe, som hade det militära kodnamnet Operation Åskvigg, kom senare att kallas för Operation Jonathan till minne av enhetens ledare, Jonathan Netanyahu. Han var äldre bror till Benjamin Netanyahu, som varit Israels premiärminister under flera perioder sedan 1996.

## Kapningen
Den 27 juni 1976 avgick Air France Flight 139, en Airbus A300B4-203 med registrering F-BVGG (c/n 019), från Tel Aviv i Israel till Paris i Frankrike, med 246 främst judiska och israeliska passagerare och en besättning på 12 personer. Planet mellanlandade i Aten i Grekland, där det tog upp ytterligare 58 passagerare, inklusive de 4 kaparna. Strax efter avgången till Paris kl 12.30, kapades planet av två palestinier från Folkfronten för Palestinas befrielse – externa operationer (PFLP-EO) och två tyskar, Wilfried Böse och Brigitte Kuhlmann, från Revolutionäre Zellen. Kaparna dirigerade om flighten till Benghazi i Libyen. Där landade planet i sju timmar för tankning. Under den tiden frigav kaparna den brittisk-födda israeliska medborgaren Patricia Martell, som låtsades vara gravid och fejkade ett missfall. Planet lyfte sedan från Benghazi, och den 28 juni kl 15.15, mer än 24 timmar efter flightens ursprungliga avresa, landade det på Entebbes internationella flygplats i Uganda.

### Gisslansituation vid Entebbes flygplats
Vid Entebbe förenades de fyra kaparna med minst fyra andra, som stöddes av Ugandas president och diktator Idi Amin. Kaparna förflyttade passagerarna till transithallen i den nedlagda flygplatsterminalen där de hölls under strikt bevakning de följande dagarna. Amin besökte gisslan nästan varje dag och uppdaterade dem med information om utvecklingen samt gav löften om att få dem befriade genom förhandlingar. Den 28 juni utfärdade en av PFLP-EO-kaparna en deklaration och formulerade sina krav: förutom ett lösensumma på $5 miljoner USD för att frige gisslan krävde de att 53 fängslade palestinska och pro-palestinska militanter skulle släppas, varav 40 fångar i Israel. De hotade att börja döda av gisslan den 1 juli 1976 om dessa krav inte uppfylldes.

### Uppdelningen av gisslan i två grupper
Den 29 juni, efter att ugandiska soldater hade öppnat en ingång till ett rum bredvid det trånga väntrummet genom att förstöra en skiljevägg, separerade kaparna israelerna (inklusive de med dubbelt medborgarskap) från den övriga gisslan, och beordrade dem att flytta till det angränsande rummet. När de gjorde det, visade en förintelseöverlevare kaparen Wilfried Böse ett fångnummer för koncentrationslägersfångar tatuerat på armen. Böse protesterade och sade: ”Jag är ingen nazist! … Jag är en idealist”. Dessutom tvingades fem gisslantagna icke-israeler – två ultraortodoxa judiska par från USA och Belgien samt en fransk medborgare bosatt i Israel – att gå över till den israeliska gruppen. Enligt Monique Epstein Khalepski, som var den gisslantagna fransyskan bland de fem, hade kaparna kallat upp dem för utfrågning, då de misstänkte att de dolde sina israeliska identiteter. Dock misslyckades kaparna enligt den gisslantagna fransmannen Michel Cojot-Goldberg med att identifiera minst en israelisk militärofficer med dubbelt medborgarskap bland passagerarna, som använde sitt icke-israeliska pass under resan, varför han senare kunde befrias under den andra frigivningen av de gisslantagna icke-israelerna. Den amerikanska medborgaren Janet Almog, fransyskan Jocelyne Monier (vars man eller pojkvän var israelisk) och den fransk-israeliska dubbla medborgaren Jean-Jacques Mimouni, vars namn inte hade blivit upplästa när gisslanuppdelningen gjordes, anslöt sig till den israeliska gisslangruppen frivilligt.

### Frigivningen av icke-israeler
Den 30 juni släppte kaparna 48 utvalda gisslantagna från icke-israeliska gruppen – främst äldre och sjuka passagerare samt mödrar med barn. 47 av dem flögs till Paris, och en passagerare behandlades på sjukhus under en dag. Den 1 juli, efter att den israeliska regeringen hade accepterat förhandlingar, förlängde kaparna sin tidsfrist till 4 juli och frigav 100 icke-israeliska fångar till som också flögs till Paris några timmar senare. Bland de 106 gisslantagna som därefter uppehölls på Entebbes flygplats var 12 medlemmar i Air France-besättningen och cirka 10 unga franska passagerare, utöver den israeliska gruppen på cirka 84 personer.

## Operativ planering
Under veckan före operationen försökte Israel på politisk väg att få gisslan frisläppt. Många källor antyder att den israeliska regeringen var beredda att släppa ut palestinska fångar om en militär lösning verkade för osannolik för att lyckas. Den pensionerade IDF-officeren Baruch "Burka" Bar-Lev hade känt Idi Amin i många år och ansågs ha ett starkt personligt förhållande med honom. På uppdrag av regeringen talade han med Amin i telefon många gånger för att försöka få gisslan släppt, utan framgång. Den israeliska regeringen kontaktade också USA:s regering och bad de att skicka ett meddelande till den egyptiska presidenten Anwar Sadat för att be honom att be Amin att släppa gisslan.
Vid tidsfristen den 1 juli erbjöd sig den israeliska regeringen att förhandla med kaparna för att förlänga tidsfristen till 4 juli. Amin bad dem också att förlänga tidsfristen fram till det datumet, så att han skulle ha tid att genomföra en diplomatisk resa till Port Louis i Mauritius för att officiellt överlämna ordförandeskapet för Organisationen för afrikansk enhet till Seewoosagur Ramgoolam. Denna förlängning av gisslanfristen var avgörande för att ge de israeliska styrkorna tillräckligt med tid för att komma till Entebbe.
Den 3 juli kl 18.30 accepterade den israeliska regeringen ett räddningsuppdrag som presenterades av generalmajor Yekutiel Adam och general Dan Shomron. Shomron utsågs till operationens befälhavare.

### Försök till diplomatisk lösning
När krisen bröt ut, försökte man förhandla om frigivningen av gisslan. Enligt deklassificerade diplomatiska handlingar försökte den egyptiska regeringen under Sadat förhandla med både PLO och Ugandas regering. PLO:s ordförande Yasser Arafat skickade sin politiska assistent Hani al-Hassan till Uganda som en specialenvoyé för att förhandla med kaparna och Amin. PFLP-EO-kaparna vägrade dock att se honom.

### Förberedelser
Efter att israeliska myndigheter hade misslyckats med att förhandla om en politisk lösning bestämde de sig för att deras enda kvarvarande alternativ var en attack för att rädda gisslan. Överstelöjtnant Joshua Shani, pilot under operationen, sade senare att israelerna ursprungligen hade uttänkt en räddningsplan där man skulle släppa ned sjökommandon i Victoriasjön. Kommandona skulle sedan använda gummibåtar för att komma till flygplatsen som ligger vid sjöns kust. De planerade att döda kaparna, och efter att ha befriat gisslan skulle de be Amin om hemflygning. Israelerna övergav denna plan då de saknade den nödvändiga tiden, och de hade också fått information om ett krokodilangrepp i Victoriasjön.

#### Flygplanstankning
Under planeringen av den militära räden, hade de israeliska styrkorna planerat hur man skulle tanka Lockheed C-130 Hercules-planet som de tänkte använda vid flygningen till Entebbe. Israelerna saknade den logistiska kapaciteten för att lufttanka fyra till sex flygplan från israeliskt luftrum. Även om flera östafrikanska nationer, inklusive det logistiskt föredragna valet Kenya, sympatiserade med israelerna, ville ingen av dem drabbas av Amins eller palestiniernas vrede genom att tillåta israelerna att landa sina plan inom deras gränser.
Räden kunde inte fullföljas utan hjälp från minst en östafrikansk regering. Den judiska ägaren till Blockhotellkedjan i Kenya, tillsammans med andra personer från det judiska och israeliska samhället i Nairobi, kan ha använt sitt politiska och ekonomiska inflytande för att övertyga Kenyas president Jomo Kenyatta att hjälpa Israel. Kenya gav den israeliska regeringen tillstånd för IDF-styrkan att korsa Kenyas luftrum och tanka på det som idag är Jomo Kenyattas internationella flygplats.
Kenyas jordbruksminister Bruce McKenzie övertygade president Kenyatta att tillåta Mossad samla in information före operationen och att låta Israels flygvapen få tillträde till Nairobis flygplats. Ugandas president Idi Amin beordrade som hämnd de ugandiska agenterna att mörda MacKenzie. Han dödades den 24 maj 1978 när en bomb som hade fästs på hans flygplan exploderade. Senare lät Mossads direktör Meir Amit plantera en skog i Israel i MacKenzies namn.

#### Underrättelseinsamling om gisslan
Mossad byggde upp en exakt bild av gisslans vistelseort, antalet kapare och ugandiska truppers involvering från den frigivna gisslan i Paris. Dessutom hade israeliska företag varit involverade i flera byggprojekt i Afrika under 1960-talet och 1970-talet, så under förberedelserna av räden samrådde den israeliska armén med Solel Boneh, det israeliska byggföretag som hade byggt terminalen där gisslan hölls inlåst. Under planeringen av den militära operationen uppförde IDF en partiell kopia av flygplatsterminalen med hjälp av de civila som hade hjälpt till att bygga originalet.
Muki Betzer sade i en senare intervju att Mossad-operatörer intervjuade en stor del av den frigivna gisslan. Han sade att en fransk-judisk passagerare med en militär bakgrund och "ett fenomenalt minne" gav detaljerad information om antalet vapen som tillhandahölls av kaparna. Efter att Betzer samlat in underrättelse och planerat operationen i flera dagar, flög fyra av israeliska flygvapnets C-130 Hercules-transportplan i hemlighet till Entebbes flygplats utan att upptäckas av Entebbes flygkontroll.

## Räden

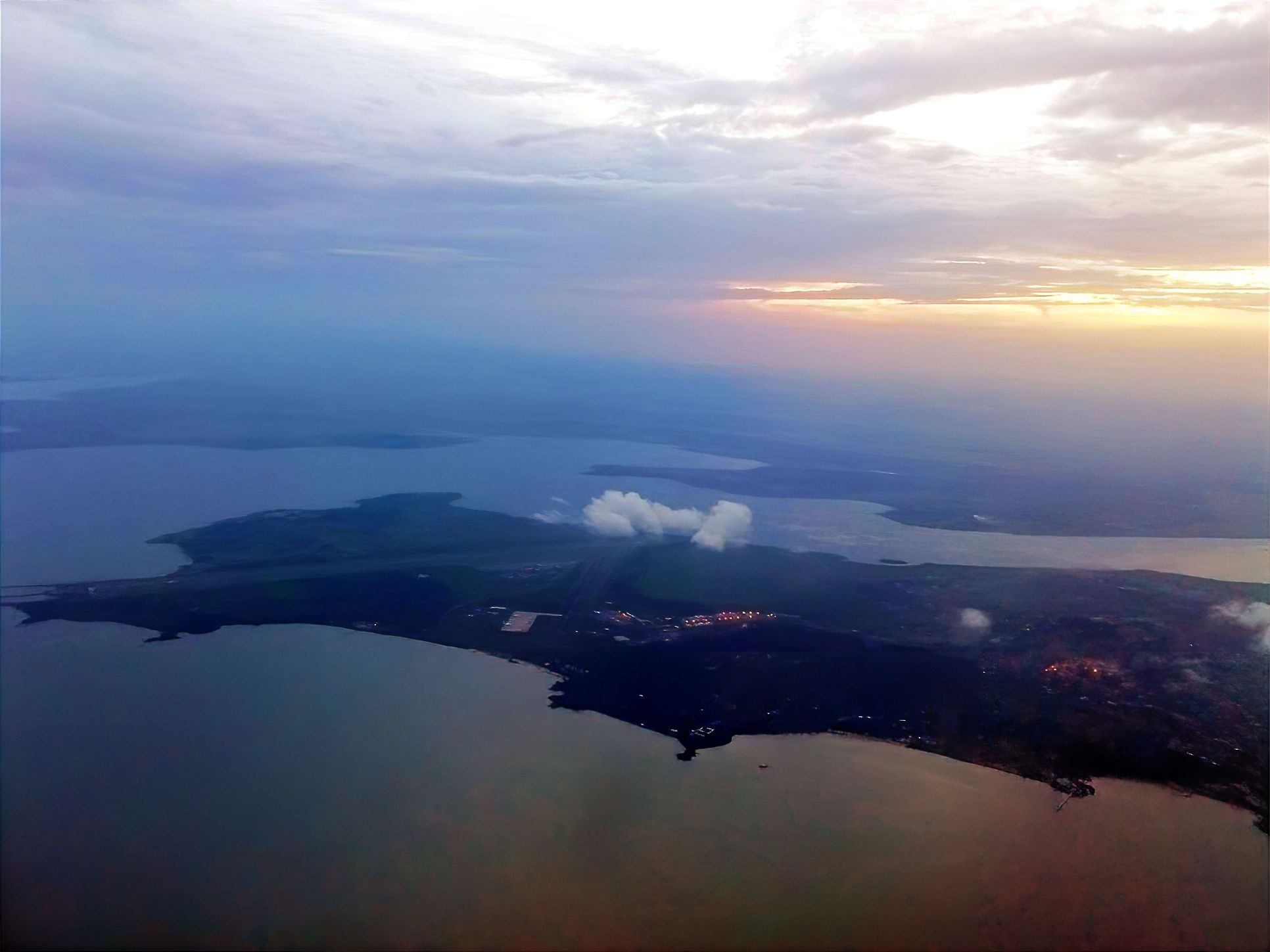
Flygfoto av staden Entebbe och Entebbes internationella flygplats i solnedgången.

### Attackväg
Efter att ha lyft från Sharm el-Sheikh, flög insatsstyrkan längs den internationella flygvägen över Röda havet, mestadels på en flyghöjd på högst 30 meter för att undvika radaravkänning av egyptiska, sudanesiska och saudiarabiska styrkor. I närheten av Röda havets södra utlopp, svängde C-130-planen söderut och passerade söder om Djibouti. Därifrån flög de till en punkt nordost om Nairobi i Kenya, sannolikt över Somalia och Ogaden-regionen i Etiopien. De svängde sedan västerut, och passerade Rift Valley och Victoriasjön.
Två Boeing 707-plan följde efter fraktplanen. Det första Boeing-planet var lastat med sjukvårdsutrustning och landade på Jomo Kenyattas internationella flygplats i Nairobi, Kenya. Operationens befälhavare, general Yekutiel Adam, befann sig ombord på det andra Boeing-planet, som flög i cirklar över Entebbes flygplats under räden.
De israeliska styrkorna landade på Entebbes flygplats den 3 juli kl 23.00 (IST). Lastdörrarna hade redan öppnats före landningen. De hade tagit med sig en svart Mercedes-bil som såg ut som president Idi Amins fordon och flera Land Rovers-bilar som vanligtvis följde efter Amins Mercedes. Israelerna hoppades att kringgå säkerhetskontrollerna genom att använda dem. När C-130-planet landade, körde den israeliska anfallsgruppen bilarna till terminalen på samma sätt som Amin. När de närmade sig terminalen, beordrade två ugandiska vaktposter, som var medvetna om att Idi Amin nyligen hade köpt en vit Mercedes, fordonen att stanna. De israeliska kommandosoldaterna sköt dem med ljuddämpande pistoler, men dödade dem inte. När de körde vidare, dödade dock en israelisk kommandosoldat i en av de 
följande Land Rover-bilarna dem med ett odämpat gevär. Av rädsla för att kaparna skulle bli förvarnade, skyndade de sig så snabbt som möjligt till terminalen.

### Gisslanräddningen

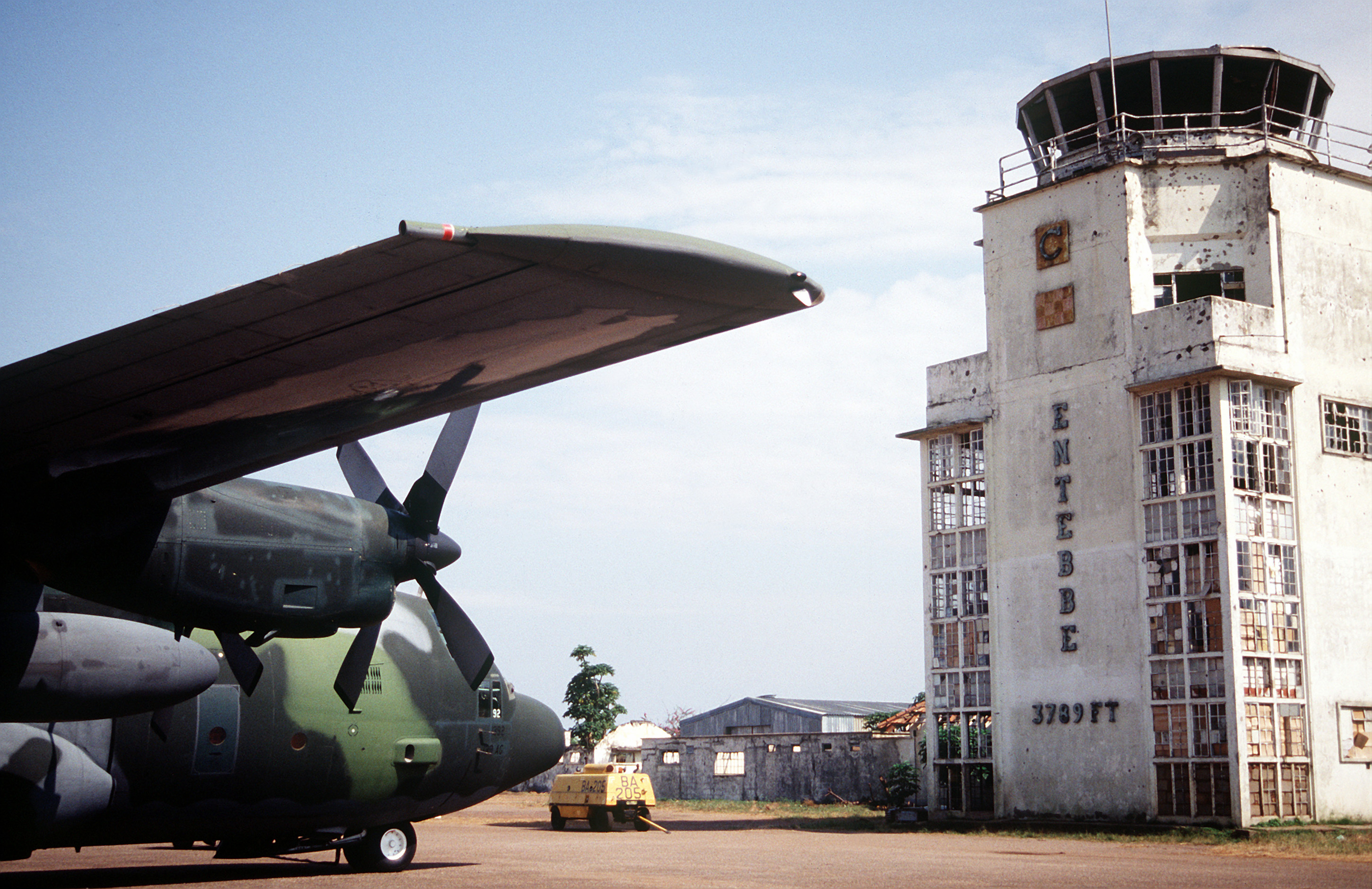
En C-130 Hercules framför den gamla terminalen 1994. Kulhål från räden år 1976 är fortfarande synliga.

Israelerna sprang från sina fordon mot terminalen. Gisslan befann sig i terminalens huvudhall, direkt intill landningsbanan. När kommandosoldaterna kom in i terminalen, ropade de ”Lägg er ned! Lägg er ned! Vi är israeliska soldater” på både engelska och hebreiska genom en megafon. Jean-Jacques Maimoni, en 19-årig fransk invandrare till Israel, stod upp och dödades av den israeliska kompanichefen Muki Betzer och en annan soldat som misstog honom för en kapare och öppnade eld mot honom. En annan gisslan, Pasco Cohen, 52, dog också av skadorna från en skottlossning av kommandosoldaterna. En tredje gisslan, 56-åriga Ida Borochovitch, som var en rysk judinna som emigrerat till Israel, dödades av en kapare i korseld.
Enligt gisslan Ilan Hartuv var Wilfried Böse den enda kaparen som, efter att operationen hade börjat, kom in i hallen som rymde gisslan. Först pekade han med sin AK-47:a mot gisslan, men ”tog genast sitt förnuft till fånga” och beordrade gisslan att söka skydd inne på toaletterna innan de dödades av kommandosoldaterna. Enligt Hartuv öppnade Böse endast eld mot israeliska soldater, och inte gisslan.
Vid ett tillfälle ropade en israelisk kommandosoldat ”Var är resten av dem?” på hebreiska och syftade på kaparna. De gisslantagna pekade på en anslutningsdörr till flygplatsens huvudhall, så kommandosoldaterna slängde in ett flertal handgranater dit. Sedan gick de in i rummet och sköt ihjäl de tre kvarvarande kaparna. Under tiden hade de tre andra C-130 Herculesplanen landat och lossat flera pansarskyttefordon, som skulle tillhandahålla försvar under den följande timmen då planen behövde tankas. Israelerna förstörde sedan Ugandas MiG-stridsplan för att förhindra dem från att förfölja israelerna, och genomförde ett svep av flygfältet för underrättelseinsamling.

### Avgången från Entebbe

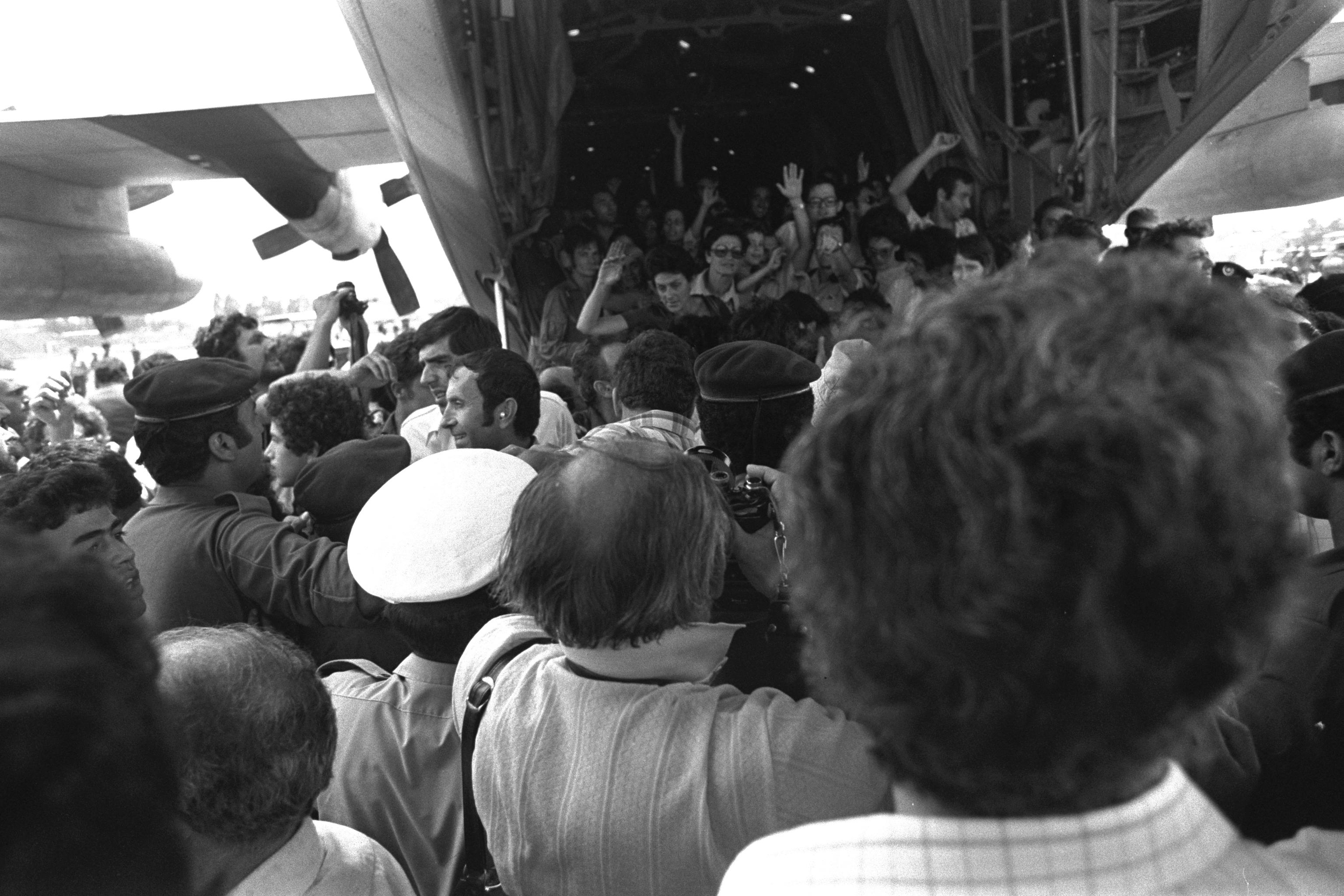
Räddade passagerare välkomnas på Ben Gurions flygplats i Tel Aviv.

Efter räden återvände israelerna till sina flygplan och började ta emot gisslan. Ugandiska soldater sköt mot dem under processen. De israeliska kommandosoldaterna öppnade då eld tillbaka med sina AK-47:or. Under denna korta, men intensiva, eldstrid sköt de ugandiska soldaterna från flygplatsens kontrolltorn. Minst fem israeliska kommandosoldater skadades och överstelöjtnant Jonathan Netanyahu dödades. Israels kommandosoldater sköt med lätta kulsprutor och avfyrade ett raketgevär till kontrolltornet för att hålla nere ugandiernas eld. Enligt en av Idi Amins söner, dödades då soldaten som sköt Netanyahu, som var en kusin till Amin. När israelerna hade evakuerat hela gisslan, lastades Netanyahus kropp på i ett av planen, vartefter de lämnade flygplatsen. Hela operationen varade 53 minuter, varav attacken endast varade i 30 minuter. Alla sju närvarande kapare och mellan 33 och 45 ugandiska soldater dödades. Elva sovjetbyggda MiG-17- och MiG-21-plan i Ugandas flygvapen förstördes på marken vid Entebbes flygplats. Av de 106 gisslantagna dödades tre, en lämnades kvar i Uganda (74-åriga Dora Bloch, som senare mördades på order av Idi Amin) och cirka 10 skadades. De 102 gisslantagna som räddades flögs till Israel via Nairobi i Kenya, strax efter räden.

### Ugandas reaktion

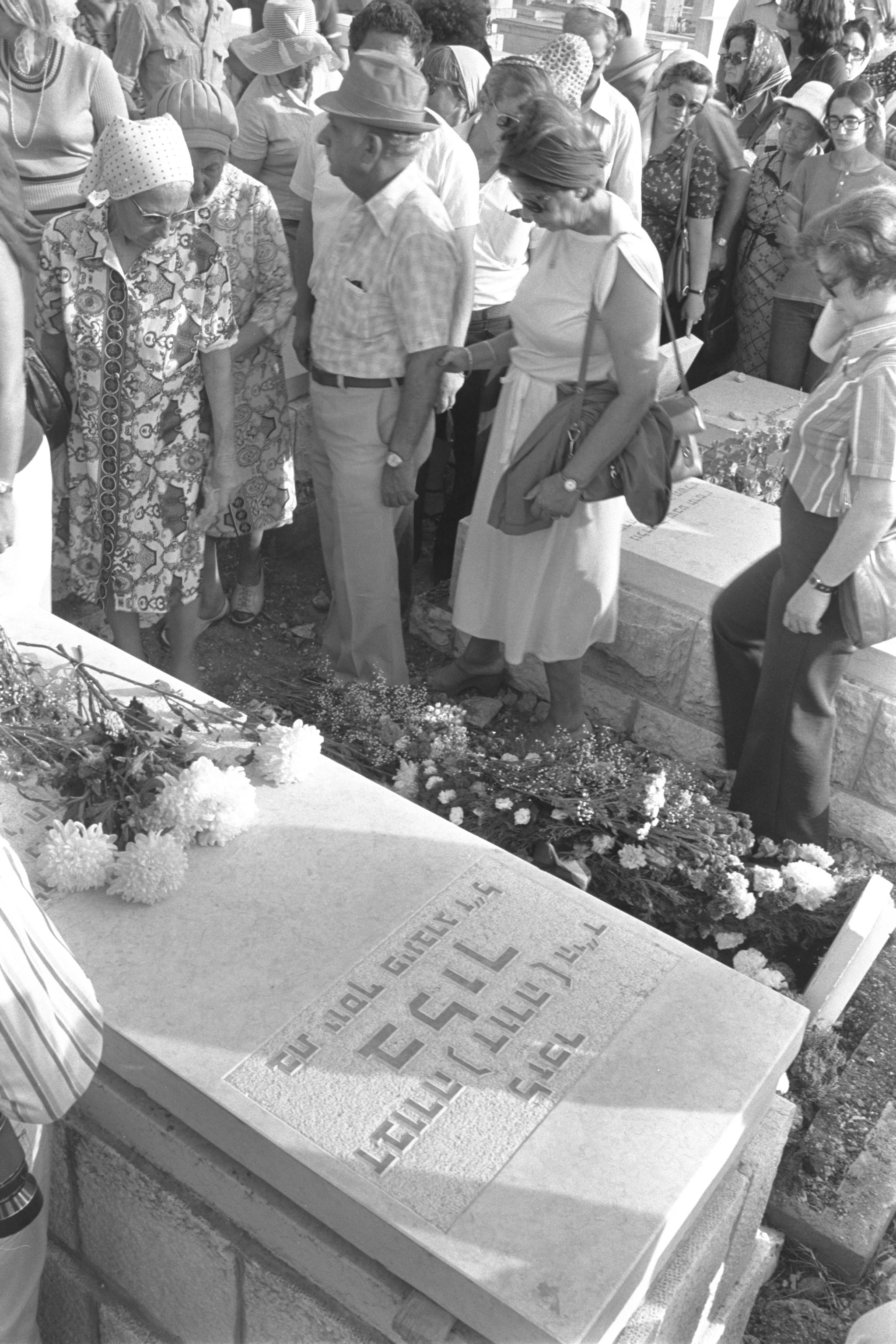
Familjemedlemmarna sörjer Dora Bloch, 75, efter att hon mördades av officerare från den ugandiska armén.

Dora Bloch, en 74-årig israel som också hade brittiskt medborgarskap, lades in på Mulago sjukhus i Kampala efter att hon hade kvävts av ett kycklingben. Efter räden mördades hon av ugandiska officerare, liksom några av hennes läkare och sjuksköterskor. I april 1987 berättade Henry Kyemba, Ugandas attorney general och justitieminister vid den tidpunkten, att Bloch hade dragits av från sin sjukhusbädd och dödats av två arméofficer på Amins order. Bloch sköts och hennes kropp dumpades i bagaget på en bil vars registreringsnummer tillhörde Ugandas underrättelsetjänst. Hennes aska ströddes i närheten av ett sockerplantage 32 km öster om Kampala 1979, efter att det ugandiska frihetskriget hade störtat Amin från makten. Amin beordrade också dödandet av hundratals kenyaner bosatta i Uganda som hämnd för Kenyas hjälp till Israel.

## Efterdyningar
FN:s säkerhetsråd sammanträdde den 9 juli 1976 för att överväga ett klagomål från ordföranden för Organisationen för afrikansk enhet, enligt vilket operationen var att betrakta som ett "angrepp". Rådet gav Israels FN-ambassadör, Chaim Herzog, och Ugandas utrikesminister, Juma Oris Abdalla, möjlighet att delta utan rösträtt. FN:s generalsekreterare Kurt Waldheim ansåg att räden var "en allvarlig kränkning av suveräniteten i en FN-medlemsstat", trots att han var "fullt medveten om att detta inte är det enda involverade elementet … när världssamfundet nu är skyldig att hantera de oöverträffade problemen som uppstår genom internationell terrorism". Abdalla, Ugandas representant, påstod att affären var nära en fredlig lösning när Israel ingrep medan Herzog, Israels representant, anklagade Uganda för direkt medbrottslighet i kapningen. USA och Storbritannien stödde en resolution som fördömde kapningen och liknande handlingar, beklagade förlusten av liv på grund av kapningen (utan att specifikt fördöma Israel eller Uganda), bekräftade behovet av att respektera alla staternas suveränitet och territoriella integritet och uppmanade det internationella samfundet att förbättra säkerheten för civil luftfart. Resolutionen misslyckades emellertid med att erhålla det önskade antalet positiva röster på grund av 2 nedlagda röster och 7 frånvarande. En andra resolution sponsrad av Benin, Libyen och Tanzania, som fördömde Israel, kom aldrig upp till omröstning.
Västerländska nationer uttalade sitt stöd för räden. Västtyskland kallade räden "en självförsvarshandling". Schweiz och Frankrike lovordade operationen, liksom företrädare för Storbritannien och USA, som kallade räden för "en omöjlig operation". Vissa i USA lade märke till att gisslan befriades den 4 juli 1976, exakt 200 år efter undertecknandet av USA:s självständighetsförklaring. I ett privat samtal med den israeliska ambassadören Dinitz kritiserade Henry Kissinger Israels användning av amerikansk utrustning under operationen, men den kritiken var inte offentliggjord vid den tiden.
Piloten Michel Bacos tilldelades utmärkelsen Hederslegionen, och de andra besättningsmedlemmarna tilldelades Franska nationalförtjänstorden.
Norfolkhotellet i Nairobi, som ägdes av en framstående medlem i det lokala judiska samfundet, bombades den 31 december 1980. Bomben totalförstörde hotellets västra flygel, och 20 personer av olika nationaliteter dog. 87 personer skadades. Det ansågs vara en hämndaktion utförd av propalestinska militärer för Kenyas stödjande roll i Operation Entebbe.
Under de följande åren argumenterade Betser och Netanyahubröderna – Iddo och Benjamin, båda Sayeret Matkal-veteraner – på alltmer offentliga platser om vem som var skyldig till den oväntat tidiga eldstriden som orsakade Jonathans död.
Som en följd av operationen utvecklade USA:s militär räddningsteam baserade på enheten i räddningsoperationen i Entebbe. Ett anmärkningsvärt försök att imitera den  var Operation Eagle Claw, en misslyckad räddning av 53 amerikanska diplomater som hölls som gisslan i Teheran under gisslankrisen i Iran.
I ett brev den 13 juli 1976 lovordade överbefälhavares stab av Iranska imperiets väpnade styrkor de israeliska kommandosoldaterna för uppdraget och framförde kondoleanser till Israel för "förlusten och martyrdomen" av Netanyahu.

## Minnesceremoni
I augusti 2012 höll Uganda och Israel en minnesceremoni vid det torn på Entebbes gamla flygplats där Jonathan Netanyahu dödades. Uganda och Israel förnyade sitt engagemang i kampen mot terrorismen. Dessutom lades kransar, en tyst minut hölls, tal gavs och en dikt upplästes. Ugandas och Israels flaggor viftade sida vid sida, för att visa de två ländernas starka bilaterala relationerna, bredvid ett plakat med information om rädens historia. I ceremonin deltog Ugandas statssekreterare Bright Rwamirama och Israels vice utrikesminister Danny Ayalon, som lade kransar på platsen. På fyrtioårsdagen till räddningsoperationen besökte Israels premiärminister Benjamin Netanyahu – tillika bror till Sayeret Matkal-kommandosoldaten Jonathan "Yoni" Netanyahu som dödades under räden – Entebbe med en israelisk delegation, och lade grunden för fortsatta bilaterala relationer relationer mellan Israel och subsahariska afrikanska länderna.

## Bildgalleri

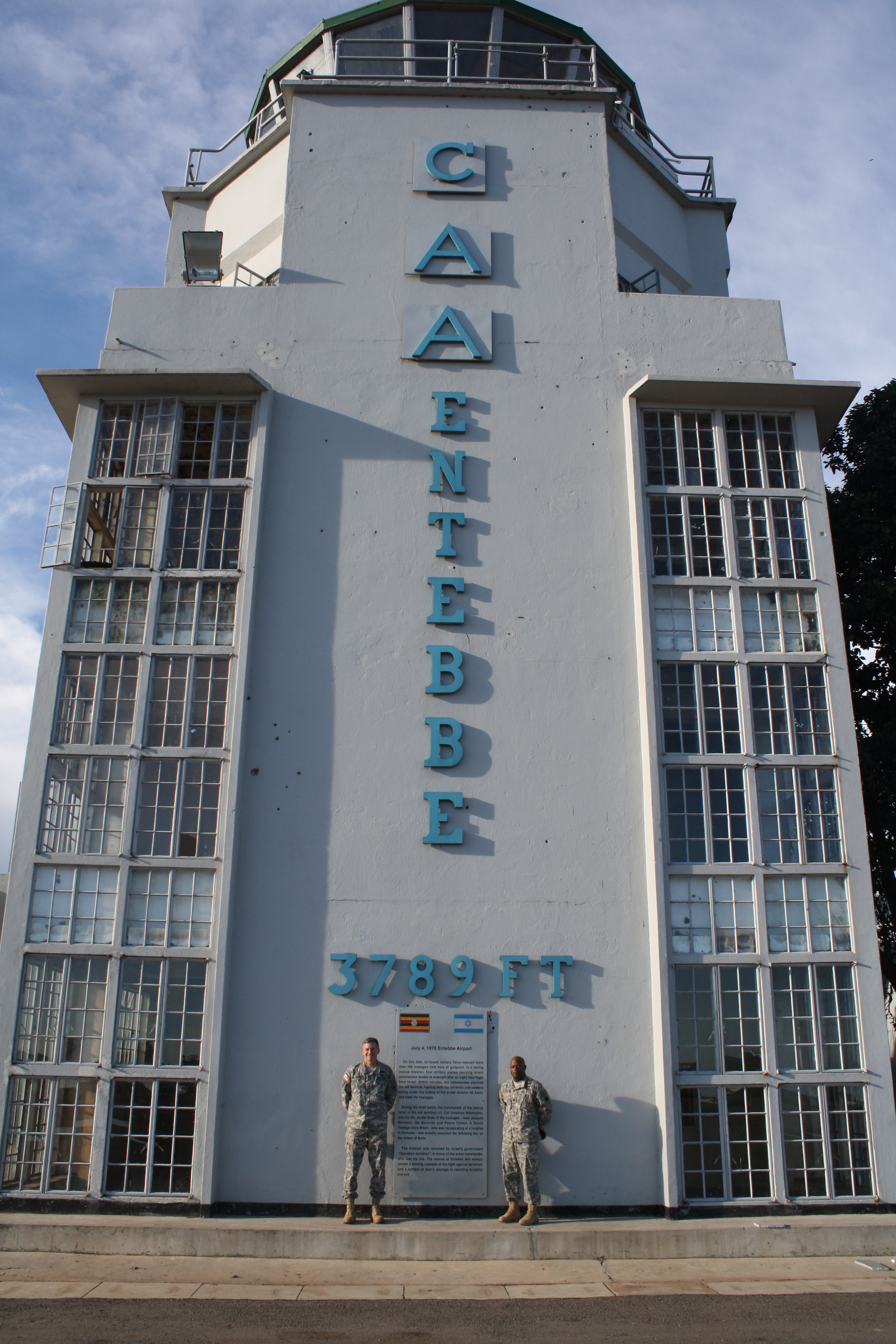
Den gamla terminalen, sedd framifrån
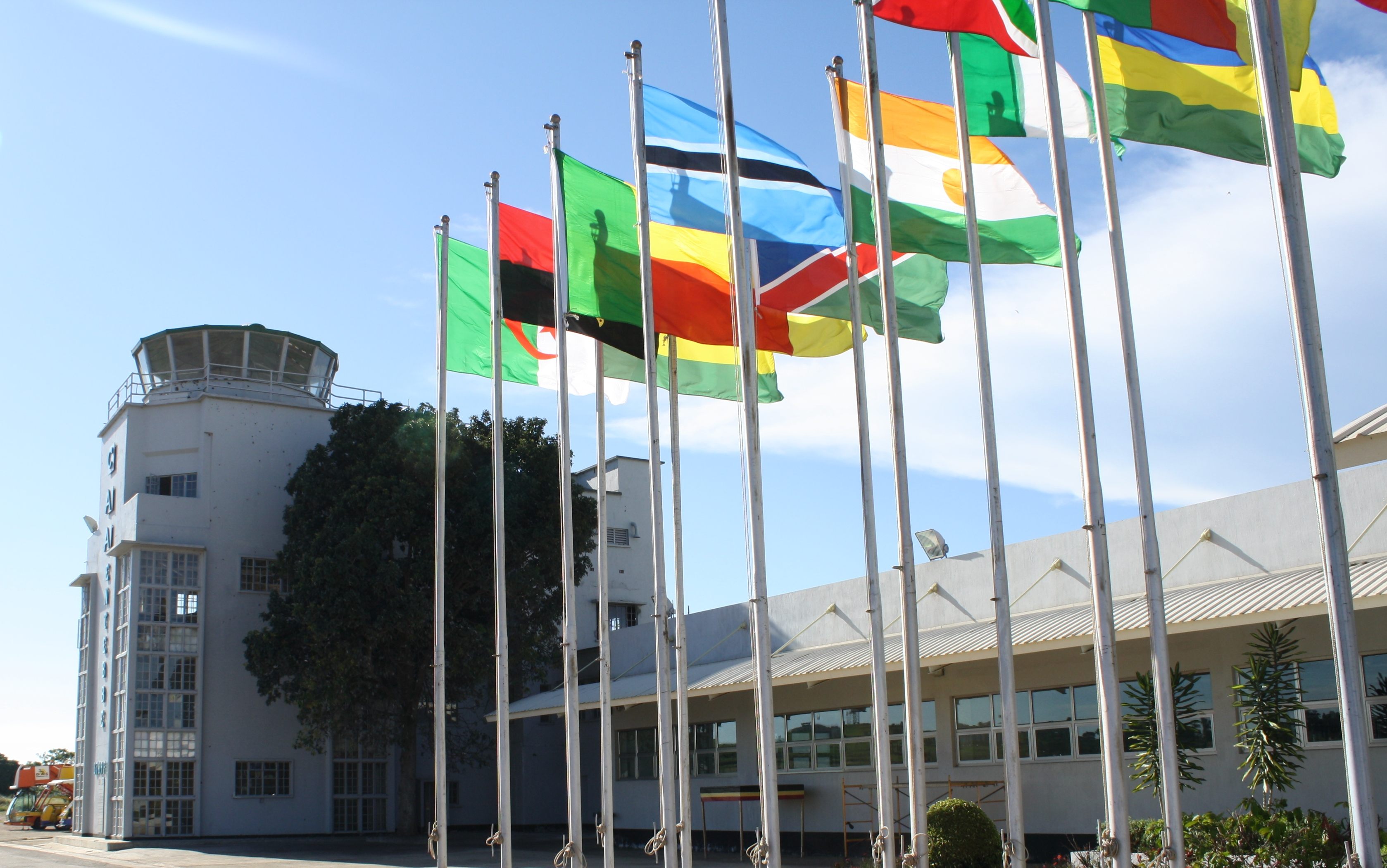
Den gamla terminalen 2009
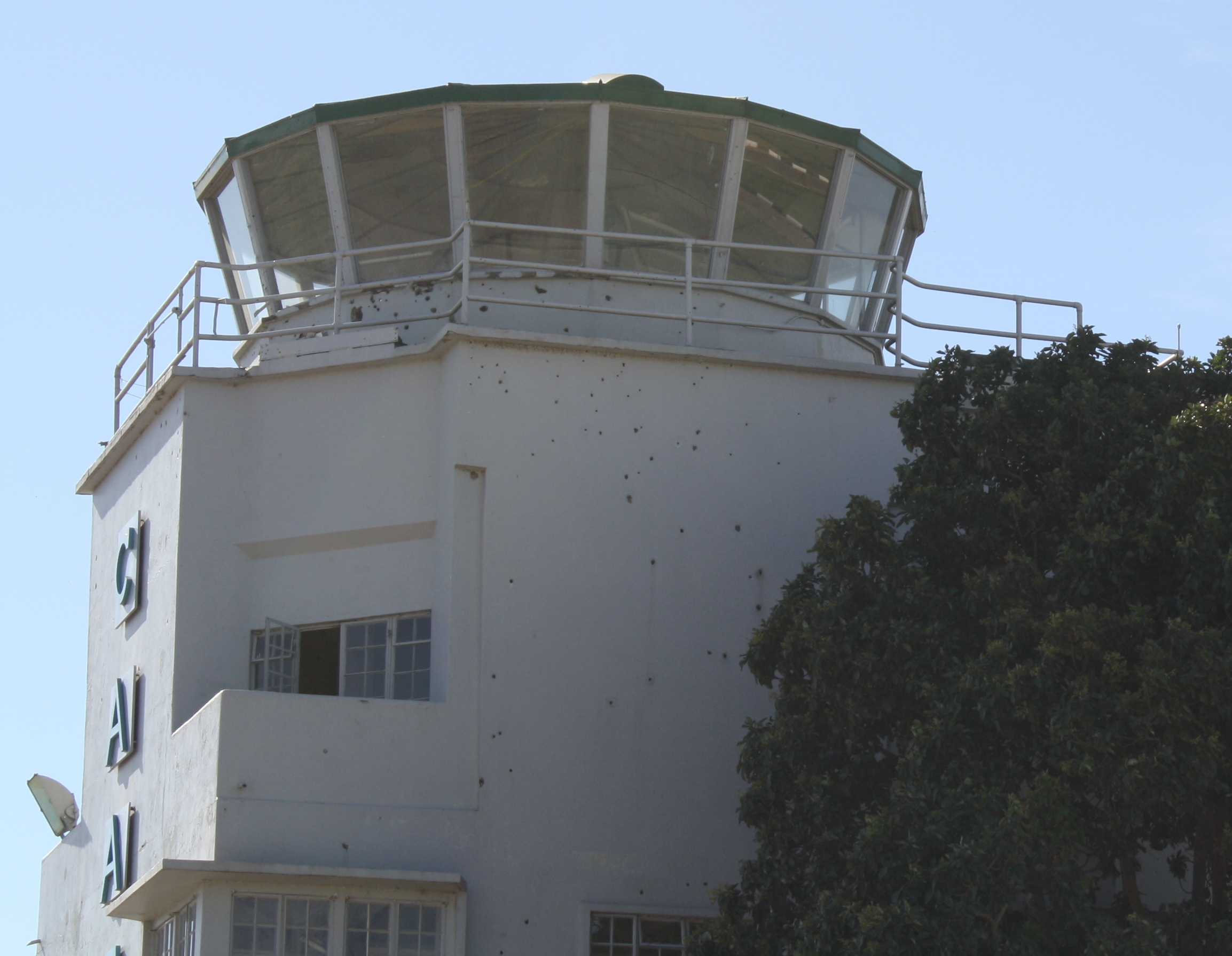
Närbild på kontrolltornet
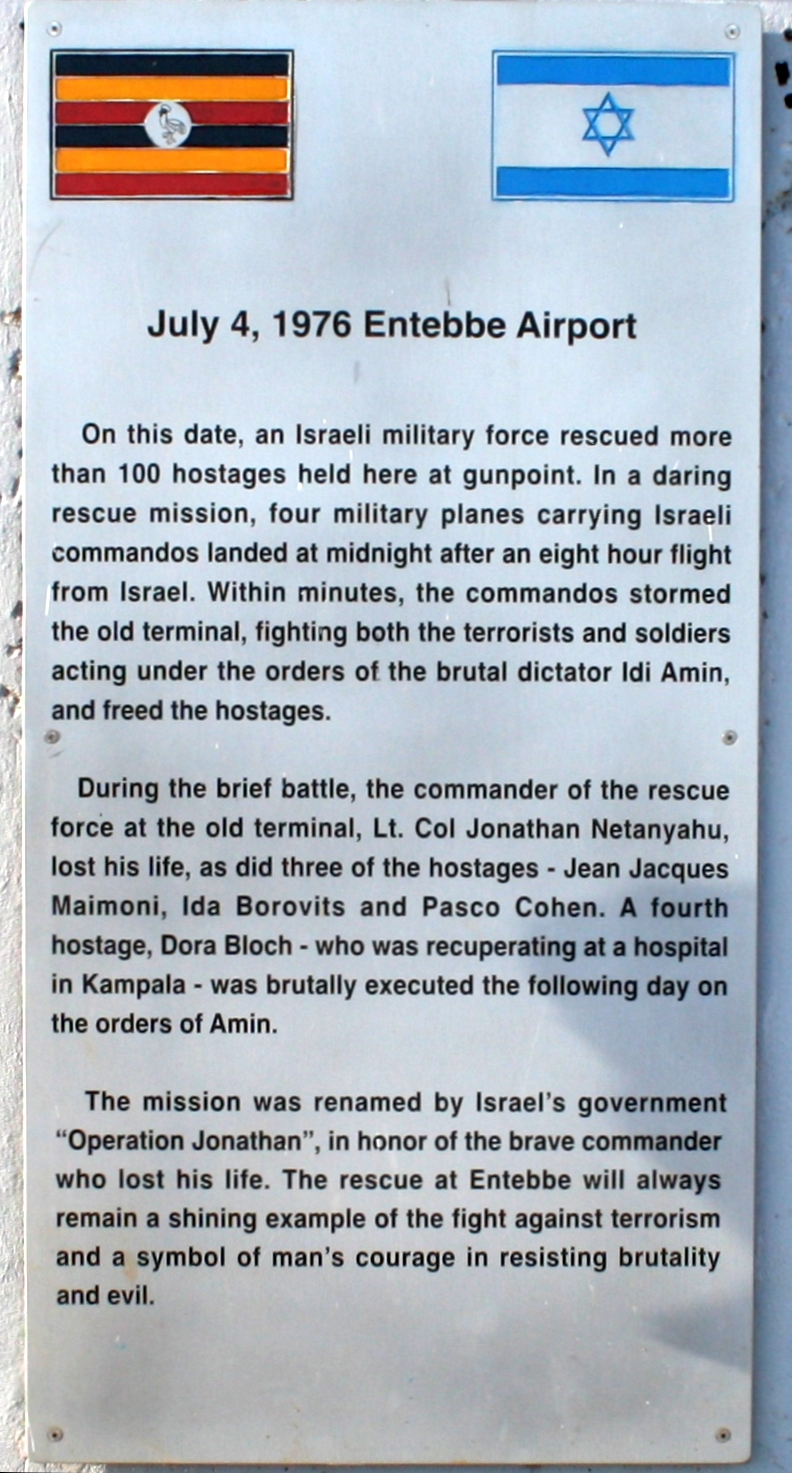
Väggplakat på den gamla terminalen
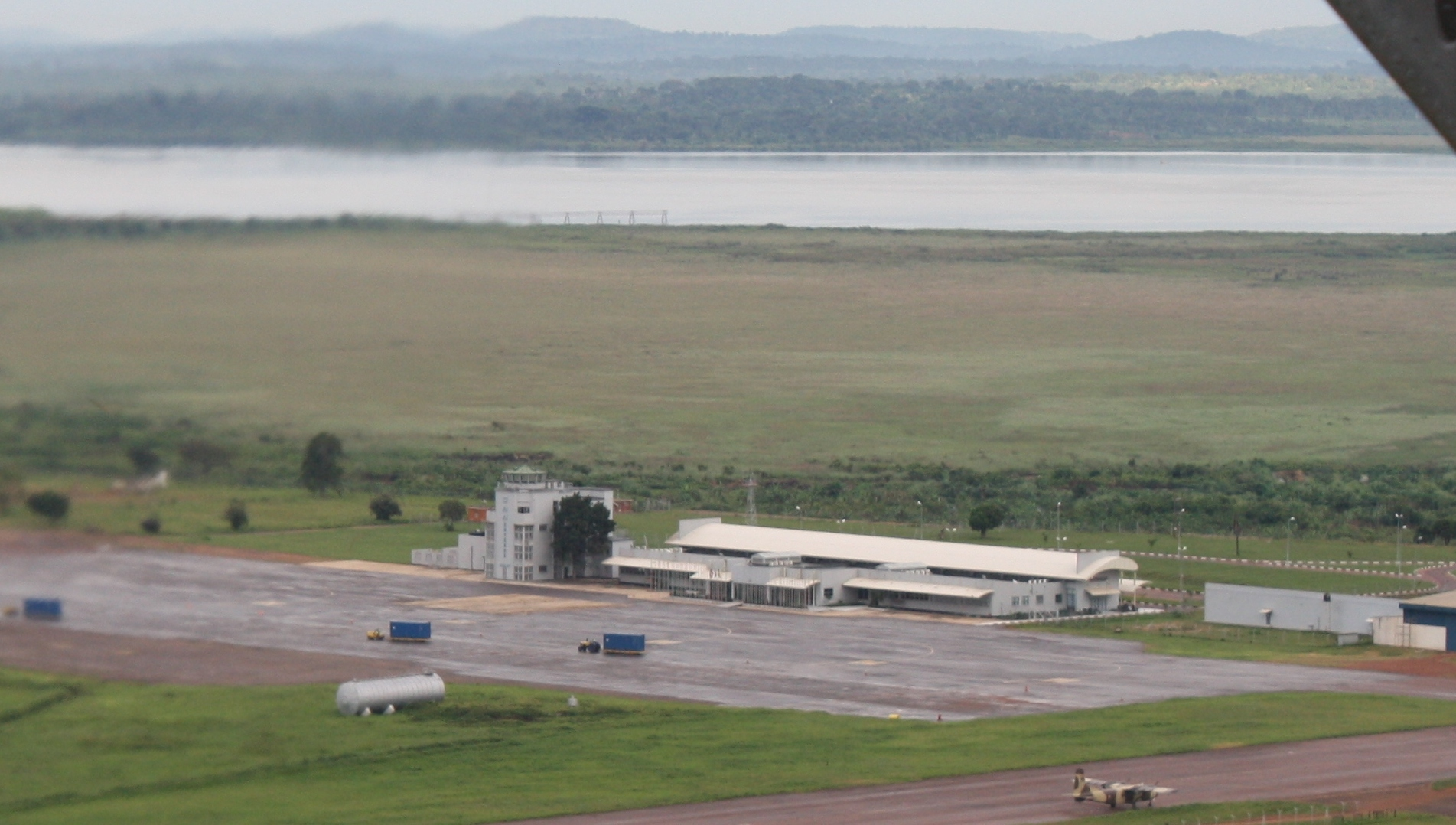
Den gamla terminalen vid Entebbes flygplats, sedd från luften